# مته اندرسن
مته اندرسن (انگلیسی: Mette Andersen؛ زادهٔ ۹ ژانویهٔ ۱۹۷۴) دوچرخه‌سوار زن اهل دانمارک است.